# Tamara Armoush
Tamara Armoush (* 8. Mai 1992 in Chesterfield) ist eine jordanische Leichtathletin britischer Herkunft, die im Mittel- und Langstreckenlauf antritt.

## Sportliche Laufbahn
Erste internationale Erfahrungen sammelte Tamara Armoush Hallenweltmeisterschaften 2016 in Portland, bei denen sie für Jordanien startend mit neuem Landesrekord von 4:37,61 min über 1500 Meter im Vorlauf ausschied. Im Jahr darauf belegte sie bei den Asienmeisterschaften in Bhubaneswar in 4:25,47 min den fünften Platz. Sie qualifizierte sich auch für die Weltmeisterschaften in London, bei denen sie mit 4:21,81 min in der ersten Runde ausschied. 2018 nahm sie im 3000-Meter-Lauf erneut an den Hallenweltmeisterschaften in Birmingham teil und belegte dort in 9:45,68 min Platz 14. Ende August nahm sie erstmals an den Asienspielen in Jakarta teil und wurde dort in 4:23,59 min Achte im 1500-Meter-Lauf. Sie ging auch über 5000 Meter an den Start und wurde dort in 16:44,98 min Elfte.
Armoush absolvierte ein Mathematikstudium an der University of Birmingham. Zudem machte sie einen Masterstudiengang für Statistik an der University of New Mexico in Albuquerque.

## Bestleistungen
- 800 Meter: 2:10,01 min, 23. Juli 2016 in Oxford (Jordanischer Rekord)
  - 800 Meter (Halle): 2:11,57 min, 29. Januar 2017 in Lea Valley (Jordanischer Rekord)
- 1500 Meter: 4:18,25 min, 24. Juni 2017 in Watford (Jordanischer Rekord)
  - 1500 Meter (Halle): 4:26,66 min, 10. Februar 2018 in Gent (Jordanischer Rekord)
- 1 Meile: 4:47,22 min, 16. August 2017 in Manchester (Jordanischer Rekord)
  - 1 Meile (Halle): 4:52,05 min, 14. Februar 2015 in Albuquerque
- 3000 Meter: 9:25,64 min, 19. August 2017 in Stretford (Jordanischer Rekord)
  - 3000 Meter (Halle): 9:27,68 min, 11. Februar 2017 in Sheffield (Jordanischer Rekord)
- 5000 Meter: 16:25,20 min, 11. August 2018 in Milton Keynes (Jordanischer Rekord)
- 10.000 Meter: 34:00,81 min, 19. Mai 2018 in London (Jordanischer Rekord)